# 쑨다원

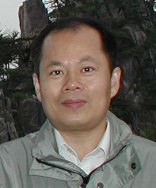
쑨다원

쑨다원(중국어 간체자: 孙大文, 정체자: 孫大文, 병음: Sūn Dàwén)은 중국의 공학자이다. 아일랜드국립대학교, 더블린학부대학, 식품∙바이오시스템공학전공 교수로 재직하고 있다.

## 경력
중국의 남부에서 태어난 다웬 선 교수는 식품공학 연구 및 교육 분야에서 세계적 권위를 가지고 있다. 주요 연구 활동은 냉각, 건조와 냉장 공정 및 관련 시스템, 식품의 품질 및 안전 평가, 바이오공정 시뮬레이션 및 최적화, 컴퓨터 시각 기술 등의 분야에서 이루어지고 있다. 특히, 조리식육의 진공냉각, 컴퓨터 시각에 의한 피자의 품질 검사, 과실 및 채소의 선도연장을 위한 가식필름에 관한 혁신적인 연구는 국내외 매체를 통해 널리 보고 되고 있다. 그의 연구결과는 180편 이상의 논문과 200편 이상의 학술발표를 통해 소개되어 있다.
그는 유럽의 여러 대학에서 근무하기 전에, 중국에서 기계공학 학사 및 석사 학위를 받았고, 화학공학에서 박사학위를 취득하였다. 그는 아일랜드국립대학(더블린학부대학University College Dublin)에서 대학강사로 임용된 최초의 중국인이며, 이어서 선임강사, 부교수, 정교수로 승진하였다. 선 박사는 현재 더블린학부대학에서 식품∙바이오시스템공학전공 교수이며, 식품냉장 및 전산식품기술 연구그룹의 센터장을 맡고 있다.
선 교수는 식품공학전공에서 선도교육자로서 이 분야의 교육에 크게 이바지 하고 있다. 그는 많은 박사학위를 배출하였고, 졸업생들은 산업체와 대학에서 많은 활동을 하고 있다. 그는 또한 국제적으로 여러 기관에서 식품공학특론을 강의하고 있고, 국제학술회의에서 많은 주제발표를 하였다. 그는 중국의 절강대학교, 상하이교통대학교, 하얼빈산업대학교, 중국농업대학교, 남중국기술대학교, Jiangnan 대학교 등 최상권 대학에서 겸임교수, 방문교수, 자문교수 등을 역임하고 있는 것으로서 식품공학 분야에서의 명성을 인정받고 있다. 그의 식품공학 분야에서의 국제적 기여와 탁월한 리더십에 대해서 국제농공학위원회(CIGR)에서 2000년과 2006년에 CIGR 공로상을 수여하였고, 영국 기계공학회(IMechE)는 2004년 올해의 식품공학자로 선정하였으며, 2008년에 국제농공학위원회는 세계 상위 1% 농공학 과학자로 선정하여 그의 돋보이는 업적을 평가하였다.
그는 농공학회의 특별회원이다. 그는 또한 더블린학부대학에서 우수연구자총장상을 포함하여 우수강의 및 우수연구로 많은 상을 받았고, 우수연구총장상을 두 번이나 수상하였다. 그는 CIGR의 운영위원회 위원이며, 또한 명예부회장을 맡고 있고, Food and Bioprocess Technology – an International Journal (Springer)의 편집위원장을 맡고 있으며, “Contemporary Food Engineering” (CRC Press / Taylor & Francis)의 연속기획도서의 대표편집자를 맡고 있으며, Journal of Food Engineering (Elsevier)의 편집위원장을 역임하였고, 그리고 Journal of Food Engineering (Elsevier), Journal of Food Process Engineering (Blackwell), Sensing and Instrumentation for Food Quality and Safety (Springer) 및 Czech Journal of Food Sciences의 편집위원으로 활동하고 있다. 그는 또한 영국 공학평의회의 공인기술사이다.

## 수상실적
- CIGR Recognition Award, 2008, by CIGR (International Commission of Agricultural Engineering)
- AFST(I) Fellow Award, 2007, by Association of Food Scientists and Technologists (India)
- CIGR Merit Award, 2006, by CIGR (International Commission of Agricultural Engineering)
- President’s Research Fellowship, 2004/2005, by University College Dublin
- Food Engineer of the Year Award, 2004, by The Institution of Mechanical Engineers, UK
- Who’s Who in Engineering and Science, 2000 -
- CIGR Merit Award, 2000, by CIGR (International Commission of Agricultural Engineering)
- President’s Research Award, 2000/2001, by University College Dublin
- Who’s Who in the World, 1999 -

## 참조
1. 1 2  “UCD Professor tops the world rankings in Agriculture Sciences”. 2009년 4월 4일에 원본 문서에서 보존된 문서. 2009년 4월 4일에 확인함.
2. ↑  “New Scientist: Soya film has fresh fruit all wrapped up”. 2009년 12월 13일에 원본 문서에서 보존된 문서. 2009년 12월 13일에 확인함.
3. ↑  “Irish Times: Chilling without the pressure”. 2017년 11월 25일에 원본 문서에서 보존된 문서. 2009년 3월 23일에 확인함.
4. ↑  “The Times: Pizza's perfect with chips”. 2013년 12월 21일에 원본 문서에서 보존된 문서. 2013년 12월 21일에 확인함.
5. ↑  “New Scientist: We hear that...”. 2016년 2월 6일에 원본 문서에서 보존된 문서. 2016년 2월 6일에 확인함.
6. ↑  “新华网: 我心依然是中国心”. 2011년 10월 5일에 원본 문서에서 보존된 문서. 2011년 10월 5일에 확인함.
7. ↑  神州学人: 孙大文博士当选英国皇家“食品工程师年度人物”[깨진 링크(과거 내용 찾기)]
8. ↑  “人民日报: 爱尔兰国立大学教授孙大文获英国“食品工程师年度人物””. 2012년 4월 6일에 원본 문서에서 보존된 문서. 2009년 3월 23일에 확인함.
9. ↑  新华网: 孙大文当选英国皇家“食品工程师年度人物”
10. ↑  “神州学人: 华人学者孙大文居农业科学世界排名前列”. 2013년 12월 2일에 원본 문서에서 보존된 문서. 2013년 12월 2일에 확인함.